# Mistrzostwa Świata Tanga Argentyńskiego
Mistrzostwa Świata  Tanga Argentyńskiego - konkurs na najlepszą parę na Świecie tańczącą tango argentyńskie.
Mistrzostwa Świata w Tangu Argentyńskim odbywają się w Buenos Aires w dwóch kategoriach - tango salon i tango sceniczne.
W 2011 roku 9 konkurs tanga salon wygrała para Kolumbijska Natasha Agudelo i Diego Benavidez a konkurs tanga scenicznego para argentyńska Max Van de Voorde i Solange Acosta.
Reguły zawodów tango salon: (1) para tańczących, po objęciu się, nie  może przerwać objęcia aż do momentu kiedy gra muzyka, (2) objęcie prowadzącego powinno obejmować osobę prowadzoną w tańcu. W pewnych figurach to objęcie może być luźne, ale nie przez cały czas trwania tańca, (3) figury tańca powinny być wykonane w miejscu jakie jest dostępna dla obu tańczących, (4) najważniejszymi elementami tańca jakie sędziowie będą uwzględniać to muzykalność i styl chodzenia, (5) w ramach powyższych zaleceń partnerzy mogą tańczyć wszystkie popularne figury tanga włączając w to barridy, sakady, i enrosque.  Inne figury tanga typowe dla tanga scenicznego takie jak gancho, podskoki, podnoszenia są całkowicie zabronione, (6) partnerzy, tak jak na milondze, powinni cały czas poruszać się po okręgu w kierunku przeciwnym do ruchu wskazówek zegara i nie powinni znajdowac się w tym samym miejscu ponieważ przeszkadzałoby to innym tancerzom, (7) żaden z tańczących nie powinien podnieść nóg powyżej kolana. 